# Mountainbike-Marathon-Weltmeisterschaften 2008
Die Mountainbike-Marathon-Weltmeisterschaften 2008 fanden am 4. und 5. Juli in Niederdorf (Südtirol) in Italien statt.

## Männer
| Platz | Land | Athlet               | Zeit           |
| ----- | ---- | -------------------- | -------------- |
| 1     | BEL  | Roel Paulissen       | 4:46:56,3 Std. |
| 2     | SUI  | Christoph Sauser     | 4:46:56,3 Std. |
| 3     | SUI  | Urs Huber            | + 5:00,5 min   |
| 4     | COL  | Héctor Leonardo Páez | + 8:17,8 min   |
| 5     | SUI  | Ralph Näf            | + 9:14,5 min   |
| 6     | SUI  | Lukas Buchli         | + 10:31,4 min  |
| 7     | SUI  | Thomas Frischknecht  | + 11:58,6 min  |
| 8     | ITA  | Johnny Cattaneo      | + 13:37,5 min  |

Datum: 5. Juli, 12:00

Länge: 119,9 km

Insgesamt konnten sich 101 Fahrer klassieren. Eigentlich gewann Christoph Sauser das Rennen und wäre damit nach seinem Erfolg bei den Mountainbike-WM in Val di Sole der erste Doppel-Weltmeister im Mountainbiking geworden. Er wurde jedoch für den Sturz im Zielsprint mit Roel Paulissen verantwortlich gemacht und deswegen nach dem Rennen auf den 2. Platz zurückgestuft.
Bester Deutscher wurde Karl Platt als 11. mit einem Rückstand von 15:43,9 Minuten. Bester Österreicher wurde Alban Lakata auf Rang 16 mit einem Rückstand von 21:37,1 Minuten.

## Frauen
| Platz | Land | Athletin                 | Zeit           |
| ----- | ---- | ------------------------ | -------------- |
| 1     | NOR  | Gunn-Rita Dahle          | 4:09:56,5 Std. |
| 2     | GER  | Sabine Spitz             | + 1:44,4 min   |
| 3     | FIN  | Pia Sundstedt            | + 3:39,1 min   |
| 4     | SUI  | Esther Süss              | + 11:53,1 min  |
| 5     | SUI  | Erika Dicht              | + 13:35,2 min  |
| 6     | ITA  | Elena Gaddoni            | + 16:34,4 min  |
| 7     | ITA  | Anna Ferrari             | + 18:34,6 min  |
| 8     | SUI  | Marielle Saner-Guinchard | + 19:21,6 min  |

Datum: 5. Juli, 11:30

Länge: 88,6 km

Insgesamt konnten sich 44 Fahrerinnen klassieren. Die beste Österreicherin wurde Theresia Kellermayr auf Rang 32 mit einem Rückstand von 56:09,8 Minuten.